# 友利銀行

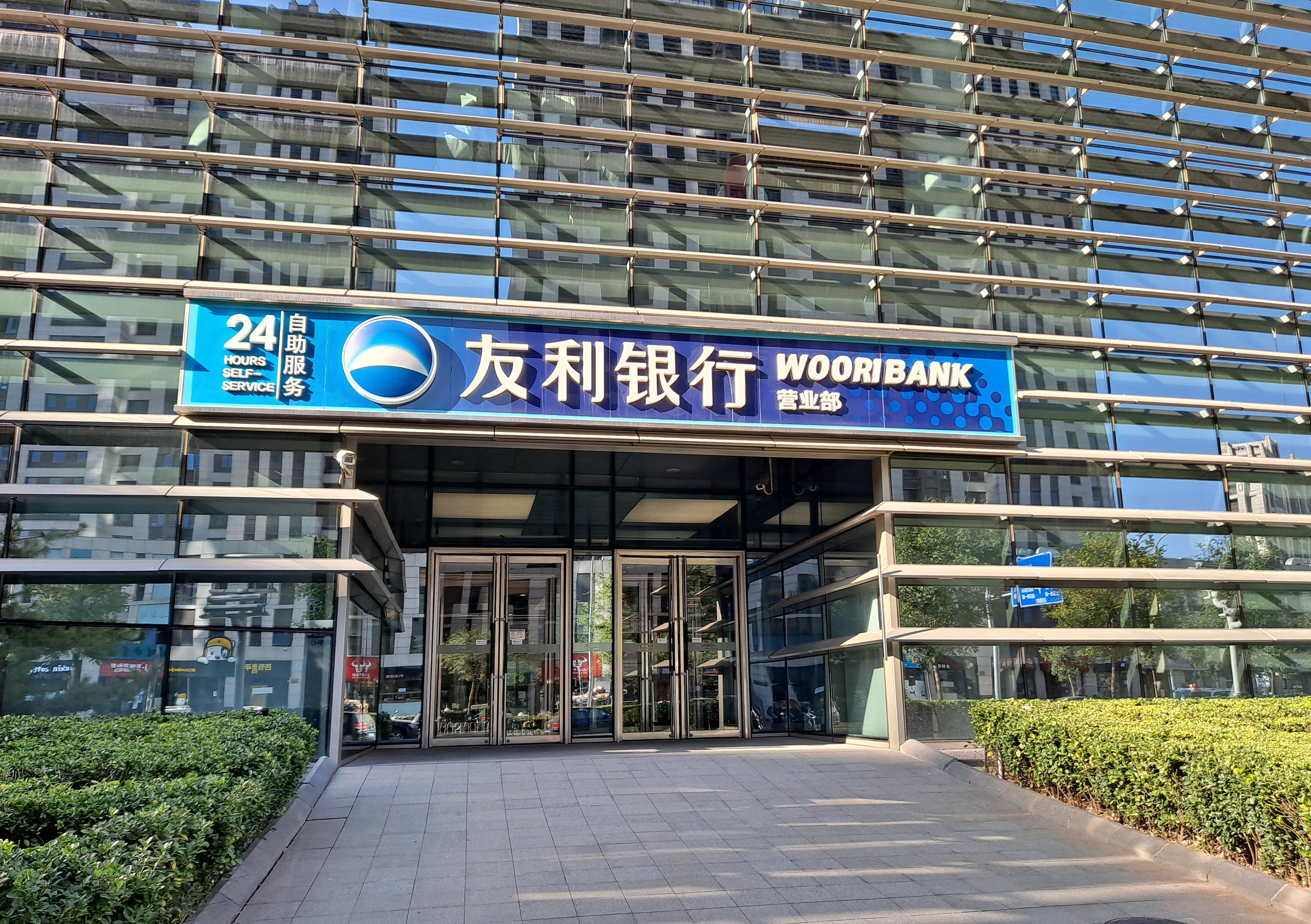
位于北京望京浦项中心的友利银行

友利銀行（：／ Uri Eunhaeng */?）是一间总部位于韩国首尔的银行，是韩国第一大全国性商业银行和惟一的国有银行。前身是韩国商业银行、平和銀行和韓一銀行，于2002年合并，现在是友利金融集团的一员。韩国友利银行的业务涉及银行、证券、租赁等各个领域。成立于大韩帝国光武年(1899年)1月30日，起初的名字叫“大韓天一銀行”，1950年改名为“韓國商業銀行”。2017年韩国友利银行语音辨识人工智慧银行服务SORI和机器人顾问Woori Robo Alpha成为金融领域第一名。2019年韩国友利金融集团透过综合证券交易所重新成立并成为友利金融集团的全资子公司。
鍾路分行位於廣通館，是朝鮮半島最古老的銀行大樓。2001年3月5日被政府法定古跡。
友利銀行是首家支援非Internet Explorer瀏覽器的韩国網路銀行